# 岩手県道16号盛岡環状線
岩手県道16号盛岡環状線（いわてけんどう16ごう もりおかかんじょうせん）は、岩手県盛岡市南仙北二丁目から盛岡市上米内へ至る県道（主要地方道）である。

## 概要
「環状線」と称してはいるが、起点と終点はつながっていないので1周することができない路線である。川久保交差点から明治橋南交差点にかけては旧国道4号（通称：仙北町通り）であり、現在混雑緩和のため4車線拡幅工事が進められている。
2005年（平成17年）4月からは盛岡南新都市開発整備事業（ゆいとぴあ盛南）進展に伴いルート変更を実施。積水ハウス岩手支店前からアイスアリーナ前交差点までの4車線区間が当線の新ルートとなり、そこから飯岡十文字までは県道13号盛岡和賀線と重複する形となった。

### 路線データ
- 路線延長：32,678.8 m[2]
- 起点：盛岡市南仙北二丁目[2]（川久保交差点、国道4号交点・県道120号上）
- 終点：盛岡市上米内[2]（庄ケ畑交差点、国道455号交点）

## 歴史
- 1974年（昭和49年）3月19日 - 盛岡環状線として県道に認定される[2]。
- 1976年（昭和51年）4月1日 - 県道不動盛岡線の一部と県道盛岡環状線が、盛岡環状線として建設省（現・国土交通省）から主要地方道の指定を受ける[3]。
- 1993年（平成5年）5月11日 - 建設省により改めて主要地方道の指定を受ける[4]。
- 2005年（平成17年）4月1日 - 盛岡南新都市開発整備事業（ゆいとぴあ盛南）進展に伴いルート変更[1]。旧ルートは市道に格下げ。
- 2016年（平成28年）4月1日 - 盛岡市中太田・上太田地区ルート変更。中太田から上太田に至る区間（県道172号の一部）を当線へ移管[5]し、（飯岡十文字・志波城古代公園前経由の）旧道は盛岡市道へ降格。

## 路線状況

### 重複区間
- 盛岡市南仙北二丁目 - 仙北一丁目 ： 岩手県道120号不動盛岡線
- 滝沢市大釜塩の森 - 大釜大畑 ： 国道46号
- 滝沢市巣子 ： 国道282号

## 地理

### 通過する自治体
- 岩手県
  - 盛岡市 - 滝沢市 - 盛岡市

### 交差する道路
- 国道4号（川久保交差点・盛岡市南仙北二丁目）
- 岩手県道119号仙北町停車場線（盛岡市仙北二丁目）
- 岩手県道120号不動盛岡線（明治橋南交差点・盛岡市仙北一丁目）
- 岩手県道293号本宮長田町線（盛岡市本宮三丁目）
- 岩手県道13号盛岡和賀線（アイスアリーナ前交差点・盛岡市本宮五丁目）
- 国道46号（深持交差点・盛岡市中太田屋敷田）
- 岩手県道172号盛岡鶯宿温泉線（盛岡市上太田三枚橋）
- 国道46号・秋田方面（滝太橋北交差点・滝沢市大釜塩の森）

（国道46号重複区間）
- 国道46号・盛岡市内方面（盛岡環状線口交差点・滝沢市大釜大畑）
- 岩手県道223号盛岡滝沢線（滝沢市下鵜飼）
- 国道4号（分れ南交差点・滝沢市巣子）

（国道282号重複区間）
- 国道282号（滝沢分れ・滝沢市巣子）
- 岩手県道169号渋民川又線（盛岡市川又字赤坂）
- 国道455号（盛岡市上米内字庄ケ畑）